# Mohamed Amine Aoudia
Pour les articles homonymes, voir Aoudia.
Mohamed Amine Aoudia (en arabe : محمد أمين عودية), né le 6 juin 1987 à El-Harrach, Alger (Algérie), est un footballeur international algérien, qui évolue au poste d'attaquant. 
Il compte 7 sélections en équipe nationale depuis 2010.

## Carrière internationale
Après avoir déjà porté le maillot de l'équipe nationale d'Algérie espoirs, il honore sa première sélection en équipe A face au Luxembourg le 17 novembre 2010.

## Palmarès
- Championnat d'Algérie en 2012, 2013 et 2016.
- Coupe d'Algérie en 2012.

Meilleur joueur espoir d'Algérie Année 2006-2007
Finaliste de la champions league africaine Année 2015-2016

## Statistiques
| Saison                | Club                  | Championnat           | Championnat | Championnat | Coupe(s) nationale(s) | Coupe(s) nationale(s) | Compétition(s) continentale(s) | Compétition(s) continentale(s) | Compétition(s) continentale(s) | Total | Total |
| Saison                | Club                  | Division              | M.          | B.          | M.                    | B.                    | Comp.                          | M.                             | B.                             | M.    | B.    |
| 2005-2006             | CR Belouizdad         | 1                     | 12          | 1           | 2                     | 1                     | -                              | -                              | -                              | 14    | 2     |
| 2006-2007             | CR Belouizdad         | 1                     | 26          | 8           | 3                     | 1                     | -                              | -                              | -                              | 29    | 9     |
| 2007-2008             | CR Belouizdad         | 1                     | 18          | 4           | 2                     | 1                     | -                              | -                              | -                              | 20    | 5     |
| 2008-2009             | USM Annaba            | 1                     | 21          | 5           | 3                     | 0                     | -                              | -                              | -                              | 24    | 5     |
| 2009-2010             | JS Kabylie            | 1                     | 19          | 4           | 4                     | 2                     | C1                             | 13                             | 3                              | 36    | 9     |
| 2010-2011             | JS Kabylie            | 1                     | 8           | 5           | -                     | -                     | -                              | -                              | -                              | 8     | 5     |
| 2010-2011             | Zamalek SC            | 1                     | 7           | 1           | -                     | -                     | C1                             | 2                              | 1                              | 9     | 2     |
| 2011-2012             | ES Sétif              | 1                     | 20          | 12          | 1                     | 0                     | C3                             | 1                              | 2                              | 22    | 14    |
| 2012-2013             | ES Sétif              | 1                     | 20          | 12          | 4                     | 1                     | C1+C3                          | 4+1                            | 3+1                            | 29    | 17    |
| 2013-2014             | SG Dynamo Dresde      | 2                     | 15          | 6           | -                     | -                     | -                              | -                              | -                              | 15    | 6     |
| 2014-2015             | FSV Francfort         | 2                     | 9           | 2           | -                     | -                     | -                              | -                              | -                              | 9     | 2     |
| 2015-2016             | USM Alger (prêt)      | 1                     | 13          | 2           | 1                     | 0                     | C1                             | 6                              | 2                              | 20    | 4     |
| 2016-2017             | CS Constantine        | 1                     | 20          | 4           | 1                     | 0                     | -                              | -                              | -                              | 21    | 4     |
| Total sur la carrière | Total sur la carrière | Total sur la carrière | 208         | 66          | 21                    | 6                     | -                              | 27                             | 12                             | 256   | 84    |

### Sélection nationale d'Algérie
Le tableau suivant liste les rencontres de l'équipe d'Algérie dans lesquelles Mohamed Amine Aoudia a été sélectionné depuis le 17 novembre 2010 jusqu'à présent. 